# Beňuš
Beňuš (allemand : Beneschau bei Bläsenau ,hongrois : Benesháza) est un village de Slovaquie situé dans la région de Banská Bystrica.

## Histoire
Première mention écrite du village en 1380.

## Démographie

### Évolution de la population
| Année:               | 1994. | 2004.   | 2014.   | 2024.   |
| -------------------- | ----- | ------- | ------- | ------- |
| Nombre de personnes: | 1186  | 1194    | 1170    | 1145    |
| Différence:          |       | +0,67 % | -2,01 % | -2,13 % |

| Année:               | 2023. | 2024.   |
| -------------------- | ----- | ------- |
| Nombre de personnes: | 1148  | 1145    |
| Différence:          |       | -0,26 % |